# Szkoła Sztuk Pięknych w Warszawie
Szkoła Sztuk Pięknych – uczelnia artystyczna, otwarta w Warszawie w 1844 i przyłączona do Gimnazjum Realnego. Posiadała trzy wydziały: architektury, rzeźby i malarstwa. Wcześniej, w latach 1816–1831, na Uniwersytecie Warszawskim działał Oddział Sztuk Pięknych.

## Historia
Po reformie cesarza Mikołaja I w 1851 program nauczania ograniczono do przedmiotów czysto fachowych. Studenci uczelni wzięli walny udział w manifestacjach patriotycznych w latach 1860–1861 i w powstaniu styczniowym, co doprowadziło do likwidacji szkoły w 1864.
W 1865 powstała Klasa Rysunkowa, od 1871 zwana „Szkołą Wojciecha Gersona” (od nazwiska jej wieloletniego kierownika i profesora) pod kierownictwem Cypriana Lachnickiego, w której nauczali także m.in. January Suchodolski, Józef Simmler, Aleksander Lesser i Aleksander Kamiński.

## 1904–1920
Szkoła Sztuk Pięknych powstała ponownie jako uczelnia prywatna z inicjatywy malarza Kazimierza Stabrowskiego, Teodora Dunina, ordynata hrabiego Adama Krasińskiego i ordynata hrabiego Maurycego Zamoyskiego. Założono Komitet Organizacyjny, który opracował w języku rosyjskim statut powstającej uczelni, zatwierdzony przez władze carskie w 1902. Otwarcie szkoły miało miejsce 17 marca 1904 w budynku przy ul. Wierzbowej 8 w Warszawie. Na czele rady pedagogicznej stanął Kazimierz Stabrowski, w jej skład weszli Konrad Krzyżanowski, Ferdynand Ruszczyc, Karol Tichy i Xawery Dunikowski, następnie dołączyli Tomasz Pajzderski i Edward Trojanowski. Uczniowie byli przyjmowani do klas ogólnych, następnie kierowani do pracowni kierunkowych. Od 1905 uczelnia zabiegała o plac pod budowę własnej siedziby, rok później magistrat wyraził zgodę na dzierżawę gruntu przy ul. Nadbrzeżnej (obecnie Wybrzeże Kościuszkowskie). Od początku uczelnia miała problemy finansowe, składki społeczne spływały nieregularnie, a sytuację pogarszał konflikt pomiędzy Komitetem Opiekuńczym a Kazimierzem Stabrowskim, który ustąpił ze stanowiska 11 marca 1909. Nowym dyrektorem został Stanisław Lentz, a szkoła zaczęła otrzymywać subsydium od magistratu. W latach 1912–1914 Eugenia Kierbedź z własnych funduszy wybudowała gmach zaprojektowany przez Alfonsa Graviera i podarowała szkole. Podczas I wojny światowej władze skonfiskowały gmach, urządzając w nim lazaret. Po wejściu  Niemców do Warszawy szpital zlikwidowano i dzięki staraniom prezesa Komitetu Opiekuńczego Stanisława Lubomirskiego z dniem 16 listopada 1915 wznowiono zajęcia. Uczniowie mieli do wyboru trzy pracownie malarskie, Miłosza Kotarbińskiego, Edwarda Trojanowskiego i Stanisława Lentza, pracownię rzeźbiarską Edwarda Wittiga, lekcje anatomii prowadzone przez Edwarda Przewoskiego i zajęcia z historii sztuki wykładanej przez Eligiusza Niewiadomskiego. Szkołę zamknięto 1 lipca 1920. Ostatni prezes Komitetu Opiekuńczego Franciszek Lilpop za zgodą Eugenii Kierbedziowej przekazał gmach Państwu Polskiemu.

## 1923–1932
W 1923 przywrócono działalność szkoły. W tym czasie rozpoczęto przygotowania do Międzynarodowej Wystawy Sztuki Dekoracyjnej, która miała się odbyć w 1925 w Paryżu. Program nauczania opracowany przez Wojciecha Jastrzębowskiego zakładał osiągnięcie przez wszystkich studentów znajomości podstawowych zagadnień teoretycznych i plastycznych. Kładziono nacisk na własnoręczne wykonywanie prac w różnych materiałach i technikach. Kurs ogólny obejmował pierwsze dwa lata nauki, podczas którego obowiązywało studium aktu i głowy, mała kompozycja oparta na szkielecie, model gliniany, kompozycja brył i płaszczyzn. Trzeci i czwarty rok był kursem wyższym tzw. specjalnym i obejmował studium aktu i głowy, kompozycję na temat dowolny i zadania z zakresu rzeźby architektonicznej. Poza malarstwem, rzeźbą i sztuką stosowaną wprowadzono grafikę, której pierwszym wykładowcą był Władysław Skoczylas. Z kolei pracownię rzeźby prowadził prof. Tadeusz Breyer.
W 1932 szkoła została przekształcona w Akademię Sztuk Pięknych w Warszawie.

## Dyrektorzy
(wg źródła)
- Kazimierz Stabrowski (1904–1909)
- Stanisław Lentz (1909–1920)
- Karol Tichy (1922–1923)
- Józef Czajkowski (1923–1924)
- Miłosz Kotarbiński (1924–1927)
- Józef Czajkowski (1927–1929)
- Władysław Skoczylas (1929–1930)
- Tadeusz Pruszkowski (1930–1932)

## Absolwenci
Wśród absolwentów byli m.in.
- Stanisław Barcikowski, malarz
- Edmund Bartłomiejczyk – drzeworytnik
- Władysław Bakałowicz - malarz
- Henryk Berlewi – malarz
- Maksymilian Fajans – fotograf i litograf
- Wojciech Gerson – malarz
- Franciszek Gnyp – malarz, nauczyciel
- Józef Kajetan Janowski – architekt
- Ignacy Jasiński – malarz
- Alfons Karny – rzeźbiarz
- Zofia Kossak-Szczucka – literatka
- Ludwika Nitschowa – rzeźbiarka
- Teresa Roszkowska – malarka
- Adolf Schimmelpfennig – architekt
- Armand Vetulani – historyk sztuki
- Romuald Zerych – rzeźbiarz
- Sara Lipska – malarka